# Dmitrij Bakanow
Dmitrij Jewstigniejewicz Bakanow (ros. Дмитрий Евстигнеевич Баканов; ur. 20 maja?/1 czerwca 1898 w Moskwie, zm. 6 maja 1989 tamże) – radziecki generał major, Bohater Związku Radzieckiego (1945).

## Życiorys
Miał wykształcenie podstawowe, w 1911–1917 pracował w sklepie w Omsku, w sierpniu 1917 został powołany do rosyjskiej armii, w marcu 1918 zdemobilizowany. W sierpniu 1918 wstąpił do Białej Armii, służył w wojskach Komuczu, Dyrektoriatu Ufijskiego, armii Kołczaka i Armii Siemireczenskiej Annienkowa, w grudniu 1919 zdezerterował i przyłączył się do czerwonych, brał udział w wojnie domowej. W 1921 skończył kursy wojskowe w Semipałatyńsku, 1921–1922 brał udział w likwidacji powstania chłopskiego na zachodniej Syberii i Północnym Ałtaju i w walkach z resztkami białych wojsk w Mongolii, później służył w kawalerii w Zachodnim Okręgu Wojskowym, w 1929 ukończył kawaleryjskie kursy doskonalenia kadry dowódczej w Nowoczerkasku, w styczniu 1935 został zwolniony z armii za początkową służbę w Białej Armii i wkrótce za to samo wykluczony z partii.
W grudniu 1941 został ponownie powołany do wojska, walczył na Froncie Zachodnim, w 1942 przywrócono mu prawa członka partii, był p.o. dowódcy i od stycznia 1942 dowódcą pułku piechoty, w czerwcu 1942 został zastępcą dowódcy dywizji, był lekko ranny w walce. W grudniu 1943 skończył kurs Wyższej Akademii Wojskowej im. Woroszyłowa i w styczniu 1944 jako zastępca dowódcy dywizji wrócił na front, walczył na 3 Froncie Ukraińskim i 3 Białoruskim (3 czerwca 1944 otrzymał stopień generała-majora), brał udział w operacji nikopolsko-krzyworoskiej, biereznegowato-snigirewskiej, odeskiej, białoruskiej i wiślańsko-odrzańskiej (m.in. w walkach ulicznych w Zaporożu i Poznaniu), później jako dowódca dywizji uczestniczył w szturmie na Berlin.
Po wojnie służył w Grupie Wojsk Radzieckich w Niemczech i w Białoruskim Okręgu Wojskowym, w 1952–1956 był zastępcą dowódcy korpusu piechoty w Nadwołżańskim Okręgu Wojskowym, w marcu 1956 został zwolniony do rezerwy. Otrzymał honorowe obywatelstwo Lubania.

## Odznaczenia
- Złota Gwiazda Bohatera Związku Radzieckiego (29 maja 1945)
- Order Lenina (dwukrotnie)
- Order Czerwonego Sztandaru (czterokrotnie: m.in. 12 lutego 1943 i 2 października 1944)
- Order Suworowa II klasy (19 kwietnia 1944)
- Order Kutuzowa II klasy (6 kwietnia 1945)
- Order Wojny Ojczyźnianej I klasy (11 marca 1985)
- Order „Znak Honoru” (1967)
- Medal „Za obronę Stalingradu”
- Medal „Za zdobycie Berlina”
- Medal „Za wyzwolenie Warszawy”
- Order Virtuti Militari V klasy (Polska Ludowa)
- Medal za Warszawę 1939–1945 (Polska Ludowa)

I inne.